# Cantone di Riscle
Il Cantone di Riscle era una divisione amministrativa dell'arrondissement di Mirande.
A seguito della riforma approvata con decreto del 26 febbraio 2014, che ha avuto attuazione dopo le elezioni dipartimentali del 2015, è stato soppresso.

## Composizione
Comprendeva i comuni di:
- Arblade-le-Bas
- Aurensan
- Barcelonne-du-Gers
- Bernède
- Caumont
- Corneillan
- Gée-Rivière
- Labarthète
- Lannux
- Lelin-Lapujolle
- Maulichères
- Maumusson-Laguian
- Projan
- Riscle
- Saint-Germé
- Saint-Mont
- Ségos
- Tarsac
- Vergoignan
- Verlus
- Viella